# Pirometallurgia
La pirometallurgia è uno dei tre metodi principali usati in metallurgia per estrarre metalli dai rispettivi minerali; si basa sull'utilizzo di temperature elevate nelle varie lavorazioni. Le altre branche sono la idrometallurgia (basata su processi chimici in soluzione acquosa) e la elettrometallurgia (che sfrutta processi elettrochimici). I trattamenti pirometallurgici possono arrivare al metallo puro, o altrimenti possono fornire composti intermedi o leghe da utilizzare in processi successivi. ferro, rame, nichel, zinco, cromo, stagno, e piombo sono alcuni esempi di metalli estratti con metodi pirometallurgici.

## Descrizione
I processi pirometallurgici in genere prevedono queste fasi principali:
- Trattamento del minerale iniziale per formare composti differenti
- Arricchimento o separazione del composto di interesse in alcune fasi
- Riduzione a metallo
- Raffinazione

Durante queste fasi di lavorazione sono impiegati processi termici differenti. I principali sono:
- Calcinazione
- Arrostimento
- Fusione
- Riduzione metallotermica
- Raffinazione

La maggior parte dei processi pirometallurgici richiede energia per sostenere la temperatura alla quale avviene il processo. Questa energia è di solito fornita da una combustione o da un riscaldamento elettrico. In alcuni casi nel materiale da trattare si produce una reazione esotermica sufficiente a sostenere la temperatura senza l'aggiunta di ulteriore combustibile o di riscaldamento elettrico; si dice allora che il processo è "autogeno". Ad esempio il trattamento di alcuni solfuri minerali sfrutta l'esotermicità della loro combustione.

## Calcinazione
La calcinazione è la decomposizione termica di un materiale solido. Due esempi tipici sono la calcinazione del carbonato di calcio per ottenere calce viva (CaO) e del solfato di calcio diidrato per ricavare scagliola (CaSO4·½H2O):
CaCO3(s)  →  CaO(s)  +  CO2(g)
CaSO4·2H2O(s)  → CaSO4·½H2O(s) + 3½H2O(g)
I processi di calcinazione sono condotti in fornaci di vario tipo, come forni a tino, forni rotativi e reattori a letto fluidizzato.

## Arrostimento
L'arrostimento è il trattamento termico di un minerale per produrre una reazione solido-gas. Il caso più comune è l'arrostimento di solfuri minerali. In presenza di aria e a temperatura elevata, l'ossigeno reagisce con il solfuro minerale per formare diossido di zolfo (gassoso) e l'ossido del metallo (solido). A seconda delle condizioni usate si possono avere prodotti differenti. Ad esempio il solfuro di zinco trattato ad alta temperatura con un eccesso di ossigeno forma ossido di zinco:
2ZnS(s) + 3O2(g) (eccesso) {\displaystyle {\ce {->[{\text{800-900 °C}}]}}} 2ZnO(s) + 2SO2(g)
mentre trattato a più bassa temperatura con una quantità limitata di ossigeno forma il solfato di zinco:
ZnS(s) + 2O2(g) {\displaystyle {\ce {->[{\text{600-700 °C}}]}}} ZnSO4(s)

## Fusione
Durante la fusione avvengono reazioni chimiche nelle quali almeno un componente è allo stato liquido. Vari ossidi dei metalli possono essere ridotti per riscaldamento con carbone coke. Un esempio è la riduzione di diossido di stagno, dove lo stagno metallico si forma allo stato liquido:
SnO2(s) + 2C(s)  →  Sn(l) + 2CO(g)

## Riduzione metallotermica
Questo tipo di trattamento si basa sull'utilizzo di un metallo fortemente riducente per assicurare l'esotermicità della reazione. Alcuni esempi sono la riduzione del tetracloruro di titanio nel processo Kroll e la riduzione del cloruro di rubidio:
2Mg(l) + TiCl4(g) → 2MgCl2(l) + Ti(s)
Ca(l) + 2RbCl(l) → CaCl2(l) + 2Rb(g)

## Raffinazione
I processi di raffinazione di tipo pirometallurgico possono essere diversissimi a seconda del metallo che si sta isolando e dalla purezza che si vuole ottenere. Esistono sia metodi fisici (tra i quali liquazione, fusione a zona, distillazione, filtrazione) e metodi chimici (ad esempio ossidazione, clorurazione); questi ultimi sono più spesso usati per rimuovere le impurezze.